# Conte satirique
Un conte satirique est une satire sous forme de récit imaginaire destiné à se moquer d'une personne, d'une situation ou d'une idée. Dans ce dernier cas, cela le rapproche du conte philosophique. 

## Exemples
- Les Voyages de Gulliver de Jonathan Swift (1726), satire sociale et politique du XVIIIe siècle.
- Micromégas  (1752) de Voltaire.
- Candide (1759) où Voltaire se moque à la fois des travers des hommes et de l'optimisme du Docteur Pangloss (caricature de Leibniz).
- Les Cent Contes drolatiques, 1832-1837, écrit à la manière de Rabelais. Honoré de Balzac y  fait preuve de beaucoup d'audace, de jeu de langage et d'une grande irrévérence pour l'église, le clergé et les prudes. Ils comprennent notamment : La Comédie du diable, La Belle Impéria et La Chière nuictée d'amour.
- De nombreux contes de Mark Twain sont des satires de la société américaine du XIXe siècle et de la religion.
- Les Aventures du roi Pausole de Pierre Louÿs (1901) : c'est un conte satirique libertin écrit à la manière des contes du XVIIIe siècle.